# Parleboscq
Parleboscq – miejscowość i gmina we Francji, w regionie Nowa Akwitania, w departamencie Landy.
Według danych na rok 1990 gminę zamieszkiwało 550 osób, a gęstość zaludnienia wynosiła 14 osób/km² (wśród 2290 gmin Akwitanii Parleboscq plasuje się na 674. miejscu pod względem liczby ludności, natomiast pod względem powierzchni na miejscu 180.).